# (4205) David Hughes
(4205) David Hughes es un asteroide que forma parte del grupo de los asteroides que cruzan la órbita de Marte y fue descubierto el 18 de diciembre de 1985 por Edward L. G. Bowell desde la Estación Anderson Mesa, en Flagstaff, Estados Unidos.

## Designación y nombre
David Hughes recibió al principio la designación de 1985 YP.
Más adelante, en 1990, se nombró en honor del astrónomo británico David Hughes.

## Características orbitales
David Hughes orbita a una distancia media de 1,727 ua del Sol, pudiendo acercarse hasta 1,469 ua y alejarse hasta 1,984 ua. Su inclinación orbital es 16,48 grados y la excentricidad 0,1492. Emplea 828,7 días en completar una órbita alrededor del Sol.

## Características físicas
La magnitud absoluta de David Hughes es 14,3 y el periodo de rotación de 24 horas. Está asignado al tipo espectral Xe de la clasificación SMASSII.